# دریما واکر
دریما واکر (انگلیسی: Dreama Walker؛ زادهٔ ۲۰ ژوئن ۱۹۸۶) یک هنرپیشه اهل ایالات متحده آمریکا است. وی از سال ۲۰۰۶ میلادی تاکنون مشغول فعالیت بوده‌است.
از فیلم‌ها یا برنامه‌های تلویزیونی که وی در آن نقش داشته است می‌توان به گرن تورینو اشاره کرد.

## فیلم‌شناسی
از فیلم‌ها یا برنامه‌های تلویزیونی که وی در آن نقش داشته‌است می‌توان به آثار زیر اشاره کرد.
| سال  | عنوان                   | نقش          |
| ---- | ----------------------- | ------------ |
| ۲۰۰۸ | گرن تورینو              |              |
| ۲۰۰۸ | سکس و شهر               |              |
| ۲۰۰۸ | هر کجا که هستی          |              |
| ۲۰۰۹ | اختراع دروغ             |              |
| ۲۰۱۲ | انطباق                  |              |
| ۲۰۱۲ | آشپزخانه                |              |
| ۲۰۱۳ | کلر                     |              |
| ۲۰۱۵ | نگران نباش عزیزم        |              |
| ۲۰۱۹ | روزی روزگاری در هالیوود | کانی استیونز |